# Bassus lini
Bassus lini är en stekelart som beskrevs av Chou och Michael J. Sharkey 1989. Bassus lini ingår i släktet Bassus och familjen bracksteklar. Inga underarter finns listade.